# Doundeye
Doundeye est un village camerounais situé au sein de la commune de Baschéo, dans le département de la Bénoué dans la région du Nord.

## Climat
Doundere ou (Doundeye) bénéficie d'un climat tropical de type soudanien à deux saisons, une saison sèche qui dure sept mois (Octobre - Avril) et une saison de pluie qui va de mai à septembre.

## Populations
Le Bureau Central des Recensements Et Des Études De Population (BUCREP) a estimé la population du village de Doundere ou (Doundeye) à près de 553 habitants, soit près de  2,07% de la population de la commune. Cette population se caractérise par une population masculine (296 hommes) légèrement supérieure à la population féminine du village (257 femmes).